# الفيلق العاشر المزدوج
الفيلق العاشر المزدوج هو فيلق روماني في الجيش الإمبراطوري الروماني. كان واحدًا من أربع فيالق غزا بها يوليوس قيصر بلاد الغال سنة 58 ق.م. استقر به المقام في بداية القرن الخامس الميلادي في فيينا، وكان رمزه كوكبة الثور. في بداياته، كان الفيلق يسمى الفيلق العاشر الخيالة، نظرًا لاستخدام قيصر لهم ذات مرة كفرسان، ولكن حل أغسطس قيصر فيلق الخيالة بعد مشاركتهم وهزيمتهم مع مارك أنتوني في معركة أكتيوم، وأعاد تشكيله بإضافة وحدات من فيالق أخرى، وأعيد تسميته باسم الفيلق العاشر المزدوج.

## وصلات خارجية
- Legio X - Legio X Gemina (Equites) – "Viri Clarissimi"